# Климончук Василь Йосипович
Василь Йосипович Климончук (нар.22 жовтня 1964) — український історик та політолог, доктор політичних наук, професор.

## Біографія
Народився 22 жовтня 1964 в селі Сокаль, Галицький район. В 1990 році закінчив історичний факультет Прикарпатського університету. В 2004 році успішно захистив кандидатську дисертацію на тему: Політичні та громадянські цінності: особливості становлення та функціонування (історико-методологічний аналіз).
В 2017 році захистив докторську дисератцію на тему: Історичні форми політичних свобод: антропологічний та інституційний виміри (теоретико-методологічний аналіз).
З 2015 року завідувач кафедри політології факультету історії Прикарпатського університету.